# Riedelhof (Birgland)
Riedelhof ist ein Gemeindeteil von Birgland im Landkreis Amberg-Sulzbach (Oberpfalz, Bayern).

## Geografie
Das Dorf im Norden des Oberpfälzer Jura ist einer von 42 amtlich benannten Gemeindeteilen der Gemeinde Birgland im westlichen Teil der Oberpfalz. Das auf einer Höhe von 543 m ü. NHN gelegene Riedelhof ist etwa sieben Kilometer von dem nordöstlich liegenden Pfarrdorf Illschwang entfernt, in dem die Birglander Gemeindeverwaltung ihren Sitz hat.

## Geschichte

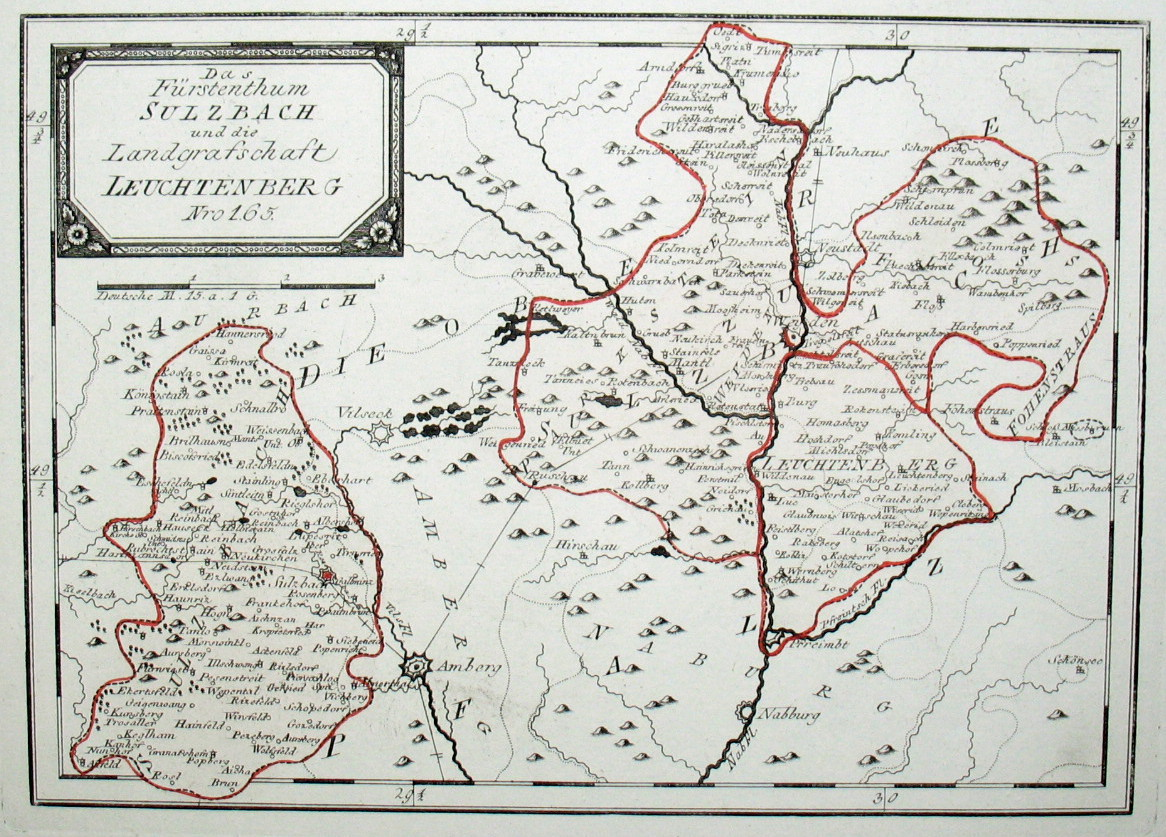
Das Territorium des Herzogtums Sulzbach mit dem Gebiet des Landrichteramtes Sulzbach im Südwesten

Zum Ende des Heiligen Römischen Reiches unterstand das bis 1777 kurpfälzische Dorf der Landeshoheit des Kurfürstentums Pfalzbaiern. Es gehörte dabei zum Landrichteramt Sulzbach, dem südwestlichen Teil des wittelsbachischen Herzogtums Sulzbach. Die katholischen Einwohner des damals aus elf Anwesen bestehenden Ortes waren der Pfarrei in Heldmannsberg zugeordnet, die evangelischen Einwohner  der in Fürnried.
Durch die Verwaltungsreformen zu Beginn des 19. Jahrhunderts im Königreich Bayern wurde Riedelhof mit dem Zweiten Gemeindeedikt im Jahr 1818 ein Bestandteil der Ruralgemeinde Schwend. Im Zuge der Gebietsreform in Bayern wurde Riedelhof zusammen mit der Gemeinde Schwend am 1. Juli 1972 in die neu gebildete Flächengemeinde Birgland eingegliedert.

## Verkehr
Eine aus dem Nordnordosten von der Staatsstraße 2164 kommende Gemeindeverbindungsstraße läuft am nördlichen Ortsrand vorbei und führt weiter nach Poppberg. Der ÖPNV bedient das Dorf an einer Haltestelle der Buslinie 66 des VGN. Der am schnellsten erreichbare Bahnhof befindet sich in Sulzbach-Rosenberg an der Bahnstrecke Nürnberg–Schwandorf.